# Syneches rufus
Syneches rufus är en tvåvingeart som beskrevs av Friedrich Hermann Loew 1861. Syneches rufus ingår i släktet Syneches och familjen puckeldansflugor. Inga underarter finns listade i Catalogue of Life.